# Акжайик (Махамбетський район)
Акжайи́к (каз. Ақжайық) — село у складі Махамбетського району Атирауської області Казахстану. Адміністративний центр та єдиний населений пункт Акжаїицького сільського округу.
У радянські часи село називалось Акжаїк.
Населення — 1128 осіб (2021; 1179 у 2009, 1214 у 1999, 964 у 1989).